# Моше Варді
Моше Яков Варді (івр. משה יעקב ורדי; нар. 1954 року) — ізраїльський математик та інформатик,  професор інформатики Університету Райса.

## Навчання та наукова діяльність
У 1981 році Моше Варді здобув ступінь доктора філософії в Єврейському університеті в Єрусалимі. Він очолював кафедру інформатики в університеті Райса з січня 1994 року по червень 2002 року.